# Вейн Гемпсон
Вейн Гемпсон (англ. Wayne Hampson; нар. 23 серпня 1957) — колишній австралійський тенісист.
Найвищу одиночну позицію світового рейтингу — 174 місце досяг 4 січня 1982, парну — 109 місце — 25 червня 1984 року.
Найвищим досягненням на турнірах Великого шолома було 3 коло в парному розряді.

## Фінали турнірів Гран-прі/WCT за кар'єру

### Парний розряд: 3 (0–3)
| Результат | W/L | Дата | Турнір              | Покриття | Партнер       | Суперники                  | Рахунок       |
| --------- | --- | ---- | ------------------- | -------- | ------------- | -------------------------- | ------------- |
| Поразка   | 0–1 | 1982 | Аделаїда, Австралія | Трава    | Бродерік Дайк | Пет Кеш Кріс Джонстон      | 3–6, 7–6, 6–7 |
| Поразка   | 0–2 | 1982 | Мельбурн, Австралія | Трава    | Бродерік Дайк | Едді Едвардс Джонатан Сміт | 6–7, 3–6      |
| Поразка   | 0–3 | 1984 | Мец, Франція        | Тверде   | Веллі Месур   | Едді Едвардс Дані Віссер   | 6–3, 4–6, 2–6 |

## Титули на челленджерах

### Парний розряд: (2)
| Ранг | Рік  | Турнір                        | Покриття | Партнер    | Суперники                 | Рахунок  |
| ---- | ---- | ----------------------------- | -------- | ---------- | ------------------------- | -------- |
| 1.   | 1980 | Турин, Італія                 | Ґрунт    | Джей Ділуї | Дейв Сіглер Роббі Вентер  | 6–3, 6–4 |
| 2.   | 1981 | Травемюнде, Західна Німеччина | Ґрунт    | Бред Гван  | Брюс Дерлін Девід Мастерд | 6–3, 6–4 |